# Алексеев, Алексей Карпович
Алексей Карпович Алексеев (5 [17] апреля 1881, Одесса, Херсонская губерния — 15 мая 1938, Ленинград) — русский и советский учёный-геолог и палеонтолог, автор новых таксонов вымерших млекопитающих, член-учредитель Русского палеонтологического общества (1916).

## Биография
Родился 5 (17) апреля 1881 года в городе Одесса.
В 1906 году окончил Новороссийский университет, где и остался работать для подготовки к профессорскому званию на кафедре геологии, преподавал минералогию и кристаллографию.
В 1917—1929 годах работал профессором Одесского института народного образования.
В 1929 году переехал в Ленинград, работал старшим геологом Геолкома (Институт геологической карты, ЦНИГРИ).
Одновременно читал лекции в Горном институте.
Скончался 15 мая 1938 года в Ленинграде. Похоронен на Смоленском лютеранском кладбище вместе с женой и дочерью (участок 19).

## Вклад в науку
Опубликовал более 50 работ, посвященных неогеновым и антропогеновым млекопитающим Южной Украины и неогеновым и палеогеновым моллюскам Украины и Приаралья.
Открыл и описал новые надвидовые таксоны жирафов (Chersonotherium), оленей (Procervus), новые виды тюленей, страусов и других животных в миоценовых отложениях Украины.

## Членство в организациях
- Новороссийское общество естествоиспытателей
- 1916 — Русское палеонтологическое общество, член-учредитель[7]
- 1907 — Крымско-кавказский горный клуб
- 1934 — Географическое общество СССР.